# 高橋和之 (登山家)
高橋 和之（たかはし かずゆき、1943年1月26日 - ）は、東京都中野区出身の登山家。登山用品店「カモシカスポーツ」創業者。愛称は「ダンプ」。

## 略歴

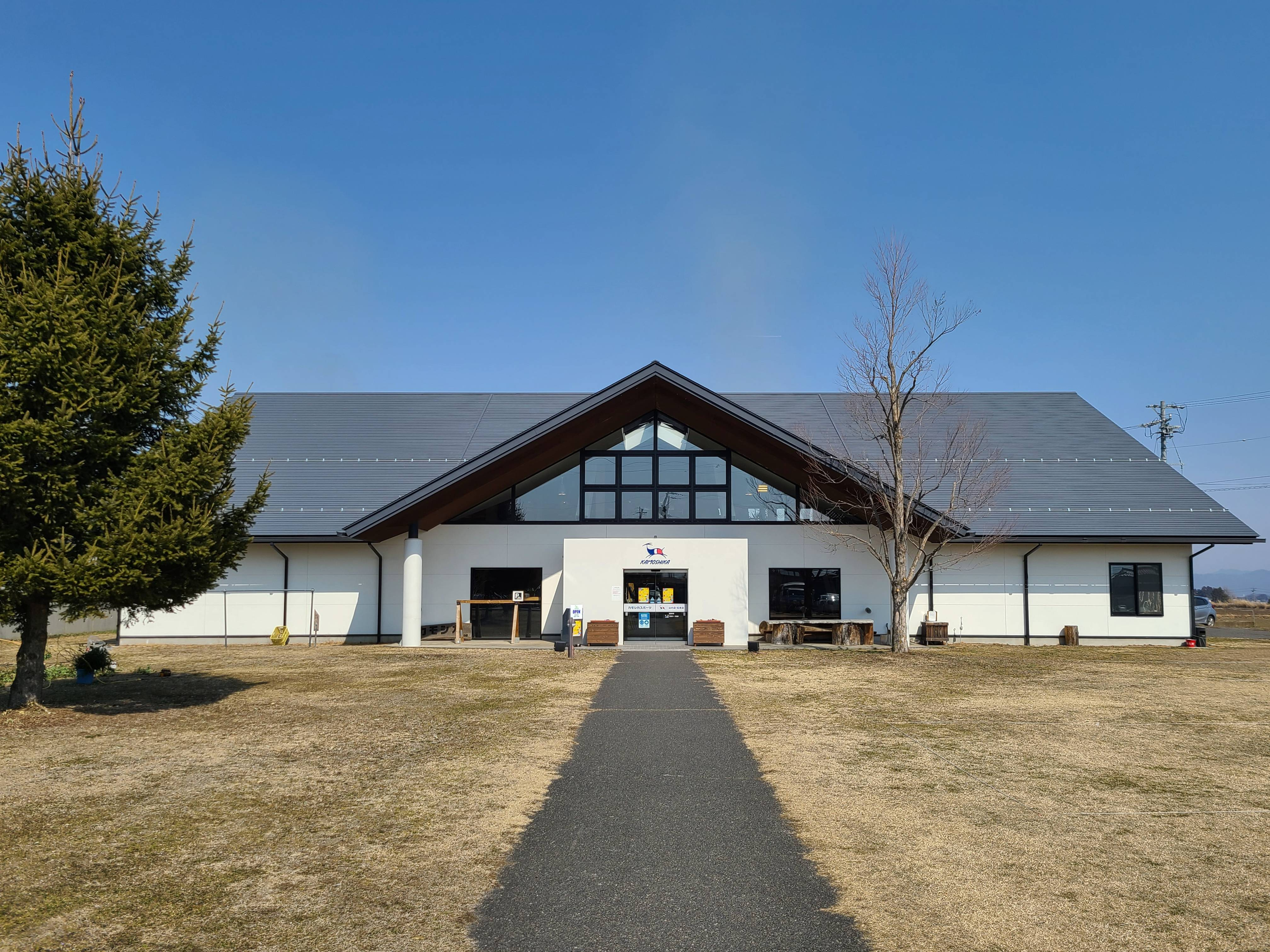
カモシカスポーツ山の店・松本店（長野県松本市和田）

- 家庭の経済的事情が安定しなかった為、中学を卒業するとすぐに就職した。
- 大家の娘の一言で登山に目覚め、労山に身を投じる。その経験から「初心者にも親切な登山用品店」を目指し、「カモシカスポーツ」を創業[1]。
- 1971年、グランドジョラス山頂で今井通子と結婚。
- 1971年、グランドジョラス北壁登頂。
- 1975年、カモシカ同人ダウラギリIV峰遠征で隊長をつとめる。
「医師として同行した妻との夫婦喧嘩を隊員に目撃され、バツの悪い思いをした」という。
- 1981年、「カモシカスポーツ」より卸部門を独立、「ヘリテイジ」を開業。
- 1983年、ヒマラヤ・ローツェ日本人初登頂。同年、冬のエベレストに夫婦でダブルアタックを試み話題になった（中国側から挑戦した妻は失敗）。
- 1985年、パミール高原・コルジェネフスカヤ峰（7105m）、コミュニズム峰（7495m）、レーニン峰（7134m）に日本人初の三座連続登頂を果たす。
- 1987年、チョ・オユーに遠征、山頂からパラグライダーで下山（当時、高所より飛行の世界記録樹立）。妻の通子も登頂に成功。
- 1988年アイガー山頂、1989キリマンジャロ山頂よりパラグライダー飛行。同年、福岡県皿倉山で行われた第一回日本選手権において三位となる。
- 1991年、南極大陸ビンソン・マシフより飛行。

## 著書
- 『登山用具の研究：選び方・買い方・使い方の全知識』（ユニ出版,1979年）
- 『ダンプさんのエベレスト日記』（朝日新聞社,1985年）ISBN 4-02-255326-X
- 高橋和之、今井通子著 『ヒマラヤを翔ぶ：チョー・オユー8201m』（朝日新聞社,1988年）ISBN 4-02-255861-X
- 高橋和之編 『パラグライダー：入門とガイド』（山と渓谷社,1990年）ISBN 4-635-15009-7
- 『ダンプ、山を行く：ある山男の自画像』（山と溪谷社,1998年）ISBN 4-635-17116-7
- 今井通子、高橋和之著 『ダンプ&通子の夫婦でゆったり登山術』（小学館,2000年）ISBN 4-09-411361-4